# Javier Mariscal

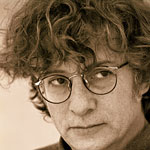
Javier Mariscal

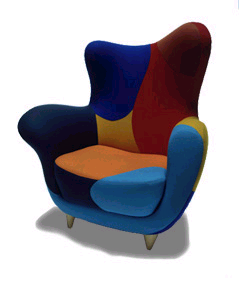
Alexandra, voor Moroso

Javier Mariscal (Valencia, februari 1950) is een Spaans kunstenaar, striptekenaar en ontwerper van meubels en interieuren. Zijn werk omvat een breed spectrum van media, variërend van schilderijen en beeldhouwwerken tot interierontwerp en landschapsontwerp.

## Biografie
Groeide op in een gezin van elf broertjes en zusjes. Sinds 1970 woonachtig en werkzaam in Barcelona. Hij volgde een studie ontwerpen aan de Elisava School in Barcelona, die hij niet afmaakte om autodidactisch zijn weg te vinden als kunstenaar. Hij begon met het maken van undergroundstrips. Werk dat hij spoedig combineerde met illustratiewerk, beeldhouwwerk, grafisch ontwerp en interieur ontwerp.
In 1988 ontwierp hij Cobi, de mascotte voor de Olympische Zomerspelen van 1992 in Barcelona.